# 森山信三
森山信三（もりやま しんぞう、Sulpizio Shinzo Moriyama、1959年1月17日 - ）は、カトリック教会の聖職者。カトリック大分司教区の司教。洗礼名は「スルピス」。

## 経歴
1959年1月17日、福岡県福岡市生まれ。箱崎教会出身。1981年に福岡大学を卒業し、聖スルピス大神学院に入学。1984年に慶應義塾大学で哲学の学士号を、1988年には聖スルピス大神学院で神学の学士号を修得。1988年3月21日、カトリック福岡司教区で平田三郎司教より司祭に叙階された。
1988年から1991年まで福岡司教区の大名町教会、1991年から1993年まで小倉教会で助任司祭を務め、1993年から1995年まで福岡小神学院の院長を務めた。1995年から2001年まで大牟田教会、2001年から2007年まで戸畑教会、2007年から2014年まで西新教会、2014年から2017年に久留米教会で主任司祭を務めた。2017年から2020年まで福岡コレジオの院長を務め、2020年にカトリック中央協議会に、2021年から同協議会事務局長を務めた。
2022年4月5日、教皇フランシスコによりカトリック大分司教区司教に任命された。同年7月3日、大分市のJ:COM ホルトホール大分にてカトリック長崎大司教区中村倫明大司教の司式により、司教叙階式と着座式が執り行われた。

## 司教モットー
モットーは「わたしは傷ついたものを包み、弱ったものを強くする」（「エゼキエル書34章16節」からの引用）。 